# تئو امانوئلی
تئو امانوئلی (انگلیسی: Théo Emmanuelli؛ زادهٔ ۳۱ ژانویهٔ ۲۰۰۰) بازیکن فوتبال است.